# Prisoner
Prisoner je šesnaesti studijski album američke pjevačice Cher koji je 22. listopada 1979. godine izdala izdavačka kuća Casablanca Records. Album je postigao umjereni uspjeh zahvaljujući dance pjesmi "Hell on Wheels". 

## Informacije o albumu
Prisoner (prvotno je trebao biti izdan pod nazivom Mirror Image) je drugi album Cher koji je izdala 1979. godine, devet mjeseci nakon Take Me Home. 
To je i posljednji album do danas koji je producirao Bob Esty te koji je s Michelle Aller potpisao nekolicinu pjesama. Uspoređujući disco zvuk prethodnog albuma Take Me Home, Prisoner je album koji se više oslanja new wave žanru. Ujedno je i prvi album na kojem se nalaze pjesme koje su napisane isključivo za Cher. 
Producent albuma je htio iskoristiti imidž koji je Cher godinama stvarala te medijsku pozornost koju je konstantno plijenila. Na naslovnici albuma čini se da je Cher potpuno gola, a samo joj kosa prekriva grudi. Omotana je lancima sa širokim metalnim ovratnikom. Zapešća i gležnjevi su joj također okovani metalnim kolutima. Slika je izazvala žestoke reakcije posebno u udrugama za ženska prava zbog imidža "seksualnog roba" koji je prikazan na albumu. 
Prvotna ideja je bila da album bude nazvan "Mirror Image" te reflektira njenu dobro poznatu odvažnost i hrabrost te novootkrivenu "divlju disco stranu". Budući da Cher nije bila oduševljena radom na albumu (htjela je biti "rockerica") odbijala je pjesme koje su joj se nudile te istodobno dodavala pjesme koje su njenom osobnom ukusu više odgovarale. "Boys & Girls" je dodala Cher jer je više primjerena rock žanru. Kako ništa od prvotnog plana nije ostalo album je preimenovan u "Prisoner" prije izlaska. 
Prisoner je na CD-u izdan s prethodnim Casablancinim albumom Take Me Home mnogo puta pod nazivom The Casablanca Years. CD sadrži pjesme s oba albuma koje se nalaze na jednom albumu u stilu kompilacije.
Promocija
U svrhu promocije albuma pjesme "Shoppin'" i "Holdin Out For Love" su izvedene na američkoj televiziji. Snimila je i televizijski show pod nazivom Cher...and Other Fantasies koji se sadržao od skečeva, neobjavjenih pjesama poput "Like a Number", nove verzije pjesme "More than You Know" te pjesme "Ain't Nobody's Business" koju je izvodila uživo na turneji Take Me Home Tour.
Singlice
Hell On Wheels" je uvodna singlica s album i popela se na #59 američke top ljestvice singlova. Za svrhe promocije Cher snima video uradak za spomenutu pjesmu. U njemu snimljena je kako se na koturljakama vozi niz cestu a vozači kamiona ju slijede. Pjesma je uvrštena na popis pjesama za album koji prati film Roller Boogie. 
Promotivni singl za pjesmu "Holdin' Out For Love" je izdan samo u Japanu.
Popis pjesama
Strana A
1. "Prisoner" (David Paich) 5:50
2. "Holdin' Out for Love" (Tom Snow, Cynthia Weil) 4:23
3. "Shoppin'" (Michele Aller, Bob Esty) 4:30
4. "Boys and Girls" (Billy Falcon) 3:54

Strana B
1. "Mirror Image" (Michael Brooks, Bob Esty) 4:52
2. "Hell on Wheels" (Michele Aller, Bob Esty) 5:38
3. "Holy Smoke!" (Michele Aller, Bob Esty) 4:56
4. "Outrageous" (Michele Aller, Bob Esty) 3:10

## Produkcija
- glavni vokal: Cher
- producent, klavir, sintisajzer, prateći vokal: Bob Esty
- B-3 orgulje: Richard Tee
- bubnjevi: Jeff Porcaro
- flaute i saksofon: Kim Hutchcroft
- bass gitara: John Pierce
- gitara: David Williams
- gitara: Robbie Krieger
- klavijature: Tom Snow
- klavir: David Paich
- klavir i orgulje: John Hobbs
- timpana i tamburica: Victor Feldman
- perkusija: Paulinho Da Costa
- prateći vokal: Michele Aller
- solo gitara: Steve Lukather
- fotografija: Harry Langdon